# Akcelerator LEP

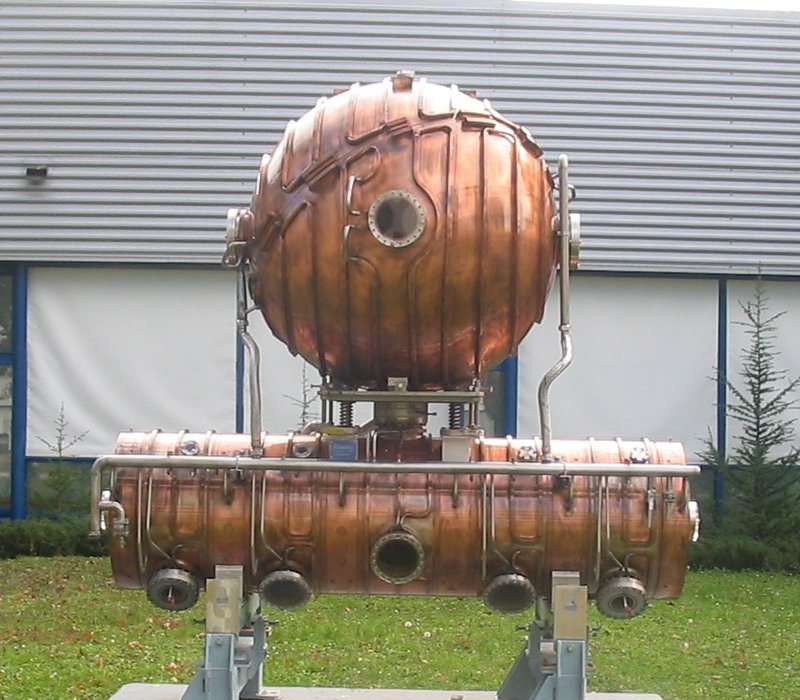
Wnęka RF z LEP, teraz prezentowana na wystawie Microcosm w CERN

LEP (z ang. Large Electron-Positron Collider, Wielki Zderzacz Elektronowo-Pozytonowy) – akcelerator w CERN pod Genewą pracujący w latach 1989–2000. Znajdował się on w tunelu o obwodzie 27 km. Po wybudowaniu w 1989 roku potrafił rozpędzić elektrony i pozytony do prędkości, przy których energia zderzenia wynosiła 91 GeV (wystarczająca do wytworzenia bozonu Z). Pod koniec jego działania energia zderzeń osiągała już 209 GeV, dzięki czemu wytwarzane były pary bozonów W.
Posiadał detektory:
- ALEPH (An Apparatus for LEP pHysics),
- DELPHI (Detector for Electron, Photon and Hadron Identification),
- L3 (Letter of intent. no. 3),
- OPAL (OmniPurpose Apparatus for LEP).

Na podstawie pomiarów długości życia bozonu Z określono, że istnieją tylko 3 generacje neutrin.
W 2000 roku LEP został rozebrany, aby zwolnić tunel, w którym się znajdował, pod Wielki Zderzacz Hadronów (LHC).